# GNAO1
GNAO1 (англ. G protein subunit alpha o1) – білок, який кодується однойменним геном, розташованим у людей на короткому плечі 16-ї хромосоми. Довжина поліпептидного ланцюга білка становить 354 амінокислот, а молекулярна маса — 40 051.
| 10         |  | 20         |  | 30         |  | 40         |  | 50         |
| ---------- |  | ---------- |  | ---------- |  | ---------- |  | ---------- |
| MGCTLSAEER |  | AALERSKAIE |  | KNLKEDGISA |  | AKDVKLLLLG |  | AGESGKSTIV |
| KQMKIIHEDG |  | FSGEDVKQYK |  | PVVYSNTIQS |  | LAAIVRAMDT |  | LGIEYGDKER |
| KADAKMVCDV |  | VSRMEDTEPF |  | SAELLSAMMR |  | LWGDSGIQEC |  | FNRSREYQLN |
| DSAKYYLDSL |  | DRIGAADYQP |  | TEQDILRTRV |  | KTTGIVETHF |  | TFKNLHFRLF |
| DVGGQRSERK |  | KWIHCFEDVT |  | AIIFCVALSG |  | YDQVLHEDET |  | TNRMHESLML |
| FDSICNNKFF |  | IDTSIILFLN |  | KKDLFGEKIK |  | KSPLTICFPE |  | YTGPNTYEDA |
| AAYIQAQFES |  | KNRSPNKEIY |  | CHMTCATDTN |  | NIQVVFDAVT |  | DIIIANNLRG |
| CGLY       |  |            |  |            |  |            |  |            |

A: Аланін

C: Цистеїн

D: Аспарагінова кислота

E: Глутамінова кислота

F: Фенілаланін

G: Гліцин

H: Гістидин

I: Ізолейцин

K: Лізин

L: Лейцин

M: Метіонін

N: Аспарагін

P: Пролін

Q: Глутамін

R: Аргінін

S: Серин

T: Треонін

V: Валін

W: Триптофан

Кодований геном білок за функцією належить до білків внутрішньоклітинного сигналінгу. 
Задіяний у такому біологічному процесі, як альтернативний сплайсинг. 
Білок має сайт для зв'язування з нуклеотидами, іонами металів, ГТФ, іоном магнію. 
Локалізований у клітинній мембрані, мембрані.